# Circondario della Havelland orientale
Il circondario della Havelland orientale (in tedesco Kreis Osthavelland) era un circondario tedesco, esistito dal 1816 al 1952. Aveva come capoluogo la città di Nauen.

## Storia
Il circondario della Havelland orientale venne creato il 1º gennaio 1816, nell'ambito della nuova suddivisione amministrativa del Regno di Prussia. Esso era compreso nella provincia del Brandeburgo, e all'interno di questa nel distretto governativo di Potsdam. Il capoluogo era posto nella città di Nauen.
Nel 1877 il circondario perse la città di Spandau, che assunse lo status di circondario urbano.
Nel 1920, in conseguenza della creazione della «Grande Berlino», il circondario cedette a questa i comuni rurali di Cladow, Gatow, Pichelsdorf, Staaken e Tiefwerder, e i Gutsbezirk di Pichelswerder, Potsdamer Forst e Spandau.
Nel 1938 il circondario perse i comuni rurali di Bornim, Bornstedt, Eiche, Geltow (in parte) e Nedlitz, che vennero annessi alla città di Potsdam.
Il circondario della Havelland orientale fu disciolto nel 1952 in seguito alla riforma dei circondari della Repubblica Democratica Tedesca.

## Geografia antropica

### Suddivisioni amministrative
Al 1º gennaio 1945, il circondario comprendeva:
- città di Fehrbellin; Ketzin; Kremmen; Nauen; Velten
- comuni di Bärenklau; Beetz; Betzin; Börnicke; Bötzow; Bredow; Brieselang; Brunne; Buchow-Karpzow; Dallgow; Dechtow; Deutschhof; Dyrotz; Eichstädt; Elstal; Etzin; Falkenrehde; Falkensee; Flatow; Groß Glienicke; Groß Ziethen; Grünefeld; Hakenberg; Hennigsdorf; Hertefeld; Hohenbruch; Hoppenrade; Kartzow; Karwesee; Kienberg; Knoblauch; Königshorst; Leegebruch; Lentzke; Linum; Markau; Markee; Marquardt; Marwitz; Neu Vehlefanz; Paaren a./Wublitz; Paaren im Glien; Paretz; Pausin; Perwenitz; Priort; Rohrbeck; Satzkorn; Schönwalde; Schwante; Seeburg; Sommerfeld; Staffelde; Tarmow; Tietzow; Uetz; Vehlefanz; Wansdorf; Wernitz; Wustermark; Zeestow
- Gutsbezirk di Döberitz